# 불카노식 분화

불카노식 분화의 모식도.
1. 분연주 / 2. 화산력 / 3. 화산분천 / 4. 화산재 / 5. 화산탄 / 6. 용암류 / 7. 용암과 화산재의 퇴적층 / 8. 지층 / 9. 암상 / 10. 마그마통로 / 11. 마그마굄 / 12. 암맥

불카노식 분화(Vulcanian eruption)는 화산 분화의 한 종류이다. 스트롬볼리식 분화의 경우보다 점성이 큰 안산암질 마그마가 분출할 때 용암의 파편(화산재, 화산 자갈, 화산 암괴)이나 화산탄 등이 검은 연기가 되어 폭발적으로 분출한다. 지중해의 섬 불카노 화산의 활동에서 명명된 것인데, 현재는 분화를 하지 않는다. 하늘 높이 분출한 화산탄이나 화산 암괴는 비행기의 창이나 건물 지붕 등을 손상시키기 때문에 매우 위험하다.

## 참고 자료
- 이 문서에는 다음커뮤니케이션(현 카카오)에서 GFDL 또는 CC-SA 라이선스로 배포한 글로벌 세계대백과사전의 내용을 기초로 작성된 글이 포함되어 있습니다.